# El Coyote (película)
El Coyote es una película de spaghetti western y aventura hispanomexicana de 1955, dirigida por Joaquín Luis Romero Marchent y Fernando Soler, y escrita por Pedro Chamorro, Jesús Franco, José Mallorquí, y Pedro Masó. Está protagonizada por Abel Salazar, Gloria Marín y Manuel Monroy. 
En 1956, se estrenó una secuela, La justicia del Coyote.

## Argumento
Corre el año 1848 y California ha sido anexionada por EE. UU. El joven César de Echagüe es llamado por su padre para que regrese de Europa y se oponga a los desmanes de la autoridad sobre la población.

## Reparto
- Abel Salazar como El Coyote / César de Echague
- Gloria Marín
- Manuel Monroy
- Rafael Bardem
- Santiago Rivero como Capitán
- Antonio García Quijada
- Cantinflas
- Julio Goróstegui
- Xan das Bolas
- Pepa Bravo
- Joaquín Burgos
- José Calvo
- Ignacio de Córdoba
- Ignacio de Paúl
- Fernando Delgado de Lara
- Luis Domínguez Luna
- Antonio Fornis
- Rufino Inglés
- Mari Sol Luna
- Héctor Mayro
- Antonio Molino Rojo
- Jerónimo Montoro
- Antonio Moreno
- Alfredo Muñiz
- Carlos Otero
- Miguel Pastor
- José María Prada
- Vittorio Pronzatto
- José G. Rey
- José Riesgo
- Emilio Rodríguez
- Lis Rogi como Josette, la cantante del Saloon
- Pepa Ruiz
- Manuel San Román
- Ángela Tamayo
- Ángel Álvarez